# 積極的キリスト教

積極的キリスト教に関連した運動である、ドイツ的キリスト者(de)の旗

太陽十字は古代ヨーロッパでの太陽のシンボルの一つで、十字と鉤十字の両方に似ているため、ドイツ真実運動の印として採用された。

積極的キリスト教（せっきょくてきキリストきょう、ドイツ語: Positives Christentum、英語: Positive Christianity）は、ナチス・ドイツで行われた運動の一つで、キリスト教の教義と人種純潔の概念を混合した。
1920年の党大会で国家社会主義ドイツ労働者党の公式宣言の一つに採用され、キリスト教や、攻撃的な反ユダヤ主義や、共通の人種・民族を背景とした自発的組織の起源であるとして、幅広く表明された。また25カ条綱領に記載された。

## 概要
「積極的キリスト教」とは、1920年のナチス党大会において、キリスト教の同じ信条を持つ宗派で、ユダヤの精神に積極的に反対し、共通の人種的・民族的な背景を持つ人々による自発的な社会の原理を起源とする、とした。
アドルフ・ヒトラーはたびたびキリスト教への憎悪を口にしており、その詳細は第二次世界大戦中に行われた側近との会話を、マルティン・ボルマンが記録させた『ヒトラーのテーブル・トーク』で見ることができる。その中で、ヒトラーは神への篤い信仰、イエスへの賛辞を語る一方で、イエスの死後にその教義を「ユダヤ人が改竄した」キリスト教とボリシェヴィズムを同一視し、カール・マルクスをモルデカイに例え、カトリック教会を憎悪している。これらの主張はすべて積極的キリスト教の根幹となっている。

## 神学的および教義上の側面

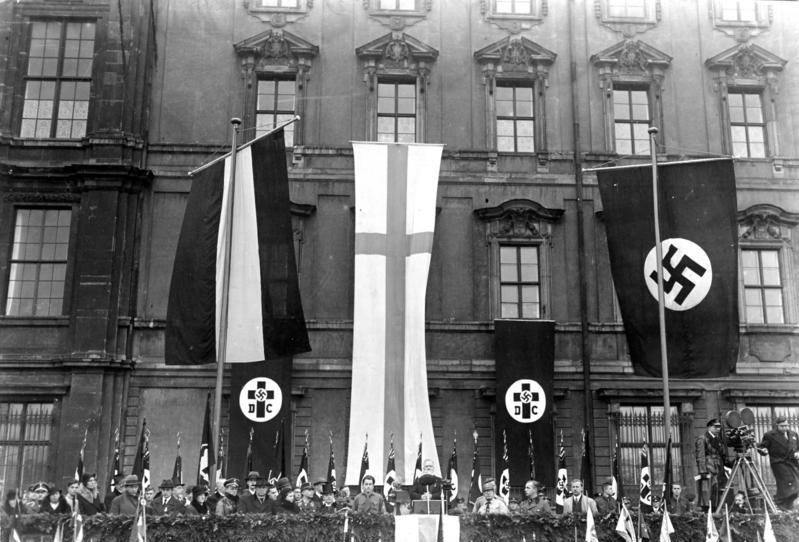
1933年ベルリンで「ルターの日」を祝うドイツ的キリスト者の信徒とヨアヒム・ホッセンフェルダー（ドイツ語版）監督の説教。
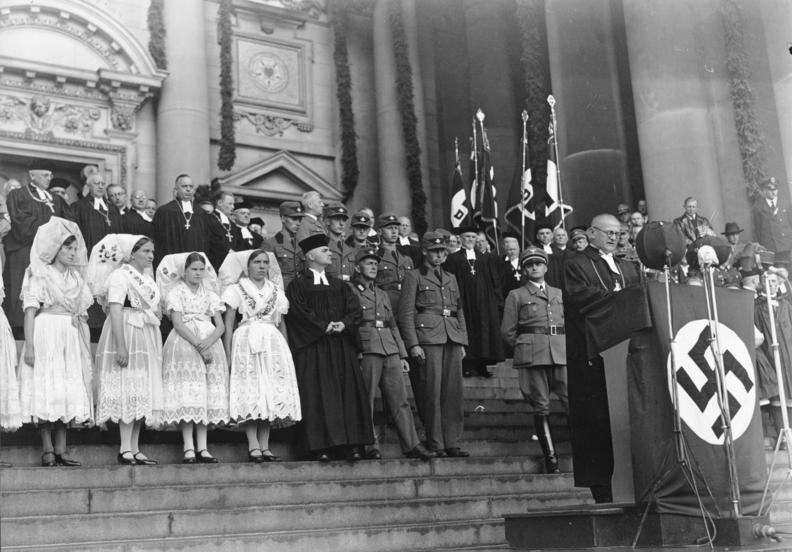
ドイツ的キリスト者の大会で説教する帝国監督ルートヴィヒ・ミュラー（ドイツ語版）

積極的キリスト教の信奉者は伝統的なキリスト教信仰を、磔や復活などの贖罪の重圧を受けたイエス・キリストの人生の行動の側面よりも、受動性を強調していると批判した。彼らはこれを、活動的な説教師、組織者、当時支配的であったユダヤ教に反対する戦闘者としてのキリストの「積極的」な強調に置き換えることを求めた。ナチスの統治時代には色々な個所で、伝統的なキリスト教をこの「積極的」なキリスト教に置き換える試みが行われた。
神学的および教義上の相違には以下がある。
- 聖書のユダヤ人が書いた部分を却下する（旧約聖書の全てを含む）。
- キリストをユダヤ人であることを否定する[2]。
- 宗派上の相違を克服し、カトリックを根絶し、プロテスタントをキリスト教で国家社会主義者の1つの教会に統一するための、国家的統一の政治的主張[3]。

## 関連書籍
- Barnes, Kenneth C. (1991). Nazism, Liberalism, & Christianity: Protestant social thought in Germany & Great Britain, 1925-1937. University Press of Kentucky. ISBN 0-8131-1729-1
- Barnett, Victoria (1992). For the Soul of the People: Protestant Protest Against Hitler. Oxford University Press US. ISBN 0-19-512118-X
- Benz, Wolfgang (2006). A Concise History of the Third Reich. University of California Press. ISBN 0-520-23489-8
- Bergen, Doris L. (1996). Twisted Cross: The German Christian Movement in the Third Reich. Chapel Hill: UNC Press  (Bergen)
- Goldhagen, Daniel Jonah (1996). Hitler's Willing Executioners: Ordinary Germans and the Holocaust. New York: Knopf. ISBN 0679446958 (Goldhagen)
- Evans, Richard J. (2006). The Third Reich in Power. London: Penguin Books. ISBN 0-14-100976-4
- Hockenos, Matthew D. (2004). A Church Divided: German Protestants Confront the Nazi Past. Bloomington: Indiana University Press. ISBN 978-0-253-34448-9
- 『ヒトラーのテーブル・トーク1941‐1944〈上〉』、ヒュー・トレヴァー＝ローパー校訂、三交社、1994年 ISBN 4879191221
- 『ヒトラーのテーブル・トーク1941‐1944〈下〉』、ヒュー・トレヴァー＝ローパー校訂、三交社、1994年 ISBN 487919123X